# Super Liga de Uzbekistán
La Super Liga de Uzbekistán (en uzbeko: O'zbekiston Superligasi / Ўзбекистон Суперлигаси; en ruso: Суперлига Узбекистана) es la máxima categoría del fútbol en Uzbekistán, es gestionada por la Liga Profesional de Fútbol de Uzbekistán, se disputa desde 1992 y forma parte de la AFC.

## Historia
Actualmente la máxima categoría de fútbol es la Liga de Uzbekistán que se fundó en el año 1992 y se lleva disputando desde entonces sin interrupciones.

## Sistema de competición
Los equipos juegan en modalidad de dos vueltas todos contra todos. Los dos mejores clubes se clasifican para disputar la Liga de Campeones de la AFC, el tercer clasificado juega la Copa AFC, y los dos últimos pierden la categoría. 

## Equipos de la temporada 2025
| Club                | Ciudad     | Estadio               | Capacidad |
| ------------------- | ---------- | --------------------- | --------- |
| FC AGMK             | Olmaliq    | OKMK Sport Majmuasi   | 12,000    |
| FC Andijon          | Andijon    | Estadio Sog'lom Avlod | 18,360    |
| Buxoro              | Bujará     | Buxoro Arena          | 22,700    |
| Bunyodkor           | Tashkent   | Milliy Stadium        | 34,000    |
| Kokand 1912         | Kokand     | Kokand Markaziy       | 10,000    |
| Mash'al Mubarek     | Muborak    | Bahrom Vafoev         | 10,000    |
| Nasaf Qarshi        | Qarshi     | Estadio Markaziy      | 16,000    |
| Navbahor Namangan   | Namangan   | Markaziy Stadium      | 22,000    |
| FC Pakhtakor        | Tashkent   | Pakhtakor Stadium     | 35,000    |
| Qizilqum Zarafshon  | Zarafshon  | Yoshlar Stadium       | 12,500    |
| Sogdiana Jizzakh    | Jizzakh    | Sogdiana Stadium      | 11,650    |
| FK Surkhon Termez   | Termez     | Alpamish stadium      | 6,000     |
| FC Dinamo Samarqand | Samarcanda | Estadio Dinamo        | 13,800    |
| FK Neftchi Fergana  | Fergana    | Istiqlol Stadium      | 20,000    |
| Shurtan Guzar       | G'uzor     | G'uzor Stadium        | 8,000     |
| Xorazm Urganch      | Urgench    | Xorazm Stadium        | 13,500    |

## Palmarés

### Época soviética
- 1926: FC Tashkent
- 1927: FC Tashkent
- 1928: FC Fergana
- 1929: FC Tashkent
- 1930: FC Tashkent
- 1931-32: Sin campeonato
- 1933: FC Tashkent
- 1934: FC Tashkent
- 1935: FC Tashkent
- 1936: FC Tashkent
- 1937: FC Spartak Tashkent
- 1938: FC Spartak Tashkent
- 1939: Dinamo Tashkent
- 1940-47: Sin campeonato
- 1948: Polyarnaya Zvezda Tashkent Oblast
- 1949: Dinamo Tashkent
- 1950: FC Spartak Tashkent
- 1951: FC Spartak Tashkent
- 1952: Dinamo Tashkent
- 1953: FSHM Tashkent
- 1954: Dinamo Tashkent
- 1955: ODO Tashkent (Más tarde SKA)
- 1956: ODO Tashkent
- 1957: Mashstroi Tashkent
- 1958: Khimik Chirchik
- 1959: Mekhnat Tashkent
- 1960: Sokol Tashkent
- 1961: Sokol Tashkent
- 1962: Sokol Tashkent
- 1963: Sokol Tashkent
- 1964: Sokol Tashkent
- 1965: Sokol Tashkent
- 1966: Zvezda Tashkent
- 1967: Tashavtomash Tashkent
- 1968: Chust Namangan Oblast
- 1969: Tashkabel Tashkent
- 1970: SKA Tashkent (Anteriormente ODO)
- 1971: Yanguiaryk Khorezm Oblast
- 1972: DSK Jizzak
- 1973: Stroitel Samarqand
- 1974: Pakhtakor Gulistan
- 1975: Zarafshon Navoi FK
- 1976: Traktor Tashkent
- 1977: Khiva
- 1978: Khorezm (Kolkhoz im. Narimanova)
- 1979: Khisar Shakhrisabz
- 1980: Sin campeonato
- 1981: Ekipress Samarqand
- 1982: Beshkent
- 1983: Tselinnik Turtkul
- 1984: Khorezm Khanki
- 1985: Shakhter Angren
- 1986: Traktor Tashkent
- 1987: Avtomobilist Ferg'ona
- 1988: Selmashevets Chirchik
- 1989: Nurafshon Bukhara
- 1990: Naryn Khakulabad
- 1991: Politotdel Tashkent Oblast (FC Dustlik)

### República Independiente
| Temporada | Campeón                            | Subcampeón         | Tercer lugar       | Máximo goleador                     | Club                         | Goles |
| --------- | ---------------------------------- | ------------------ | ------------------ | ----------------------------------- | ---------------------------- | ----- |
| 1992      | Neftchi Fergana Pakhtakor Tashkent | ---                | Sogdiana Jizzakh   | Valeriy Kechinov                    | Pakhtakor Tashkent           | 24    |
| 1993      | Neftchi Fergana                    | Pakhtakor Tashkent | Navbahor Namangan  | Rustam Durmonov                     | Neftchi Fergana              | 24    |
| 1994      | Neftchi Fergana                    | Nurafshon Bukhara  | Navbahor Namangan  | Ravshan Bozorov                     | Neftchi Fergana              | 26    |
| 1995      | Neftchi Fergana                    | MHSK Tashkent      | Navbahor Namangan  | Oleg Shatskikh                      | Navbahor Namangan            | 23    |
| 1996      | Navbahor Namangan                  | Neftchi Fergana    | MHSK Tashkent      | Jafar Irismetov Oleg Shatskikh      | Dustlik FK Navbahor Namangan | 23    |
| 1997      | MHSK Tashkent                      | Neftchi Fergana    | Navbahor Namangan  | Jafar Irismetov                     | Dustlik FK                   | 34    |
| 1998      | Pakhtakor Tashkent                 | Neftchi Fergana    | Navbahor Namangan  | Mirjalol Kasymov Igor Shkvyrin      | Pakhtakor Tashkent           | 22    |
| 1999      | Dustlik FK                         | Neftchi Fergana    | Navbahor Namangan  | Umid Isoqov Bakhtiyor Hamidullaev   | Neftchi Fergana FK Andijan   | 24    |
| 2000      | Dustlik FK                         | Neftchi Fergana    | Nasaf Qarshi       | Jafar Irismetov                     | Dustlik FK                   | 45    |
| 2001      | Neftchi Fergana                    | Pakhtakor Tashkent | Nasaf Qarshi       | Umid Isoqov                         | Neftchi Fergana              | 28    |
| 2002      | Pakhtakor Tashkent                 | Neftchi Fergana    | Qizilqum Zarafshon | Bakhtiyor Hamidullaev               | FK Andijan                   | 22    |
| 2003      | Pakhtakor Tashkent                 | Neftchi Fergana    | Navbahor Namangan  | Marsel Idiatullin                   | Qizilqum Zarafshon           | 26    |
| 2004      | Pakhtakor Tashkent                 | Neftchi Fergana    | Navbahor Namangan  | Shuhrat Mirkholdirshoev             | Navbahor Namangan            | 31    |
| 2005      | Pakhtakor Tashkent                 | Mash'al Mubarek    | Nasaf Qarshi       | Anvar Soliev                        | Pakhtakor Tashkent           | 29    |
| 2006      | Pakhtakor Tashkent                 | Neftchi Fergana    | Nasaf Qarshi       | Pavel Solomin                       | Traktor Tashkent             | 21    |
| 2007      | Pakhtakor Tashkent                 | PFC Kuruvchi       | Mash'al Mubarek    | Ilhom Mo'minjonov                   | PFC Kuruvchi                 | 21    |
| 2008      | FC Bunyodkor                       | Pakhtakor Tashkent | Neftchi Fergana    | Server Djeparov                     | FC Bunyodkor                 | 19    |
| 2009      | FC Bunyodkor                       | Pakhtakor Tashkent | Nasaf Qarshi       | Rivaldo                             | FC Bunyodkor                 | 20    |
| 2010      | FC Bunyodkor                       | Pakhtakor Tashkent | Nasaf Qarshi       | Alisher Kholiqov Nosirbek Otakuziev | Neftchi Fergana Olmaliq FK   | 13    |
| 2011      | FC Bunyodkor                       | Nasaf Qarshi       | Pakhtakor Tashkent | Miloš Trifunović                    | FC Bunyodkor                 | 17    |
| 2012      | Pakhtakor Tashkent                 | FC Bunyodkor       | Lokomotiv Tashkent | Anvar Berdiev                       | Neftchi Fergana              | 19    |
| 2013      | FC Bunyodkor                       | Lokomotiv Tashkent | Nasaf Qarshi       | Oleksandr Pishchur                  | FC Bunyodkor                 | 19    |
| 2014      | Pakhtakor Tashkent                 | Lokomotiv Tashkent | Nasaf Qarshi       | Artur Geworkyan                     | Nasaf Qarshi                 | 17    |
| 2015      | Pakhtakor Tashkent                 | Lokomotiv Tashkent | Nasaf Qarshi       | Igor Sergeev                        | Pakhtakor Tashkent           | 23    |
| 2016      | Lokomotiv Tashkent                 | FC Bunyodkor       | Nasaf Qarshi       | Temurkhuja Abdukholikov             | Lokomotiv Tashkent           | 22    |
| 2017      | Lokomotiv Tashkent                 | Nasaf Qarshi       | Pakhtakor Tashkent | Marat Bikmaev                       | Lokomotiv Tashkent           | 25    |
| 2018      | Lokomotiv Tashkent                 | Pakhtakor Tashkent | Navbahor Namangan  | Tiago Bezerra                       | Pakhtakor Tashkent           | 17    |
| 2019      | Pakhtakor Tashkent                 | Lokomotiv Tashkent | FC Bunyodkor       | Dragan Ćeran                        | Pakhtakor Tashkent           | 23    |
| 2020      | Pakhtakor Tashkent                 | Nasaf Qarshi       | FC AGMK            | Dragan Ćeran                        | Pakhtakor Tashkent           | 20    |
| 2021      | Pakhtakor Tashkent                 | Sogdiana Jizzakh   | FC AGMK            | Dragan Ćeran                        | Pakhtakor Tashkent           | 16    |
| 2022      | Pakhtakor Tashkent                 | Navbahor Namangan  | Nasaf Qarshi       | Dragan Ćeran                        | Pakhtakor Tashkent           | 20    |
| 2023      | Pakhtakor Tashkent                 | Nasaf Qarshi       | Navbahor Namangan  | Dragan Ćeran                        | Pakhtakor Tashkent           | 13    |
| 2024      | Nasaf Qarshi                       | FC AGMK            | Sogdiana Jizzakh   | Dragan Ćeran                        | Pakhtakor Tashkent           | 13    |

- Título compartido en 1992.

## Títulos por club
| Club               | Campeón | Años campeón                                                                                   | Subcampeón | Años subcampeón                                      |
| ------------------ | ------- | ---------------------------------------------------------------------------------------------- | ---------- | ---------------------------------------------------- |
| Pakhtakor Tashkent | 16      | 1992, 1998, 2002, 2003, 2004, 2005, 2006, 2007, 2012, 2014, 2015, 2019, 2020, 2021, 2022, 2023 | 6          | 1993, 2001, 2008, 2009, 2010, 2018                   |
| Neftchi Fergana    | 5       | 1992, 1993, 1994, 1995, 2001                                                                   | 9          | 1996, 1997, 1998, 1999, 2000, 2002, 2003, 2004, 2006 |
| Bunyodkor Tashkent | 5       | 2008, 2009, 2010, 2011, 2013                                                                   | 3          | 2007, 2012, 2016                                     |
| Lokomotiv Tashkent | 3       | 2016, 2017, 2018                                                                               | 4          | 2013, 2014, 2015, 2019                               |
| Dustlik FK †       | 2       | 1999, 2000                                                                                     | –          | -----                                                |
| Nasaf Qarshi       | 1       | 2024                                                                                           | 4          | 2011, 2017, 2020, 2023                               |
| MHSK Tashkent †    | 1       | 1997                                                                                           | 1          | 1995                                                 |
| Navbahor Namangan  | 1       | 1996                                                                                           | 1          | 2022                                                 |
| Nurafshon Bukhara  | –       | -----                                                                                          | 1          | 1994                                                 |
| Mash'al Mubarek    | –       | -----                                                                                          | 1          | 2005                                                 |
| Sogdiana Jizzakh   | –       | -----                                                                                          | 1          | 2021                                                 |
| FC AGMK            | –       | -----                                                                                          | 1          | 2024                                                 |

- MHSK Tashkent (Antiguamente Pakhtakor-79 Tashkent)
- FC Dustlik (Antiguamente Politotdel Tashkent Oblast)
- † Equipo desaparecido.

## Tabla histórica de puntos
La siguiente es la tabla histórica desde 1992 hasta finalizada la temporada 2019 (28 temporadas).
| N.º | Club                        | Temp. | Puntos | PJ  | PG  | PE  | PP  | GF   | GC   | Dif.  |
| --- | --------------------------- | ----- | ------ | --- | --- | --- | --- | ---- | ---- | ----- |
| 1   | Pakhtakor Tashkent F. K.    | 28    | 1842   | 838 | 569 | 135 | 134 | 1871 | 704  | +1167 |
| 2   | F. C. Neftchi Ferghana      | 27    | 1552   | 812 | 474 | 130 | 208 | 1571 | 868  | +703  |
| 3   | P. F. C. Navbahor Namangan  | 28    | 1342   | 838 | 392 | 166 | 280 | 1390 | 1009 | +381  |
| 4   | F. C. Nasaf Qarshi          | 23    | 1257   | 686 | 374 | 135 | 177 | 1206 | 754  | +452  |
| 5   | Buxoro F. K.                | 27    | 1092   | 812 | 320 | 132 | 360 | 1097 | 1229 | -132  |
| 6   | P. F. C. Sogdiana           | 24    | 858    | 726 | 243 | 129 | 354 | 911  | 1196 | -285  |
| 7   | F. K. Dinamo Samarcanda     | 23    | 848    | 706 | 241 | 125 | 340 | 853  | 1034 | -181  |
| 8   | F. K. Andijan               | 24    | 840    | 714 | 232 | 144 | 338 | 965  | 1179 | -214  |
| 9   | F. C. Bunyodkor             | 13    | 815    | 378 | 247 | 74  | 57  | 698  | 261  | +437  |
| 10  | P. F. K. Metallurg Bekabad  | 22    | 784    | 652 | 216 | 136 | 300 | 806  | 1012 | -206  |
| 11  | Qizilqum Zarafshon P. F. K. | 20    | 770    | 592 | 216 | 122 | 254 | 735  | 853  | -118  |
| 12  | P. F. C. Lokomotiv Tashkent | 15    | 758    | 434 | 222 | 92  | 120 | 721  | 483  | +238  |
| 13  | F. K. Mash'al Mubarek       | 17    | 691    | 486 | 201 | 88  | 197 | 627  | 659  | -32   |
| 14  | Traktor Tashkent            | 16    | 621    | 490 | 178 | 87  | 225 | 684  | 814  | -130  |
| 15  | Dustlik Tashkent F. K.      | 11    | 559    | 346 | 169 | 52  | 125 | 669  | 532  | +137  |
| 16  | F. K. Kokand 1912           | 14    | 534    | 438 | 154 | 72  | 212 | 577  | 780  | -203  |
| 17  | F. C. AGMK (Olmaliq FK)     | 12    | 440    | 348 | 122 | 74  | 152 | 477  | 511  | -34   |
| 18  | F. K. Surkhon Termez        | 13    | 428    | 400 | 119 | 71  | 199 | 487  | 759  | -272  |
| 19  | F. C. Shurtan Guzar         | 12    | 381    | 340 | 109 | 54  | 177 | 393  | 566  | -173  |
| 20  | MHSK Tashkent               | 7     | 362    | 216 | 106 | 44  | 66  | 420  | 335  | +85   |
| 21  | Khorezm Urganch             | 8     | 230    | 248 | 62  | 44  | 142 | 281  | 518  |       |
| 22  | Zarafshon Navoi FK          | 6     | 217    | 196 | 60  | 37  | 99  | 236  | 355  |       |
| 23  | FK Yangiyer                 | 7     | 205    | 216 | 56  | 37  | 123 | 266  | 385  |       |
| 24  | FK Orol Nukus               | 5     | 155    | 164 | 44  | 23  | 97  | 171  | 329  |       |
| 25  | FK Kosonsoy                 | 5     | 145    | 156 | 40  | 25  | 91  | 171  | 305  |       |
| 26  | FK Guliston                 | 5     | 119    | 154 | 34  | 17  | 103 | 142  | 340  |       |
| 27  | FK Atlaschi                 | 4     | 118    | 124 | 34  | 16  | 74  | 149  | 280  |       |
| 28  | FK Chirchiq                 | 4     | 103    | 122 | 26  | 25  | 71  | 130  | 240  |       |
| 29  | Topalang Sariosiyo FK       | 3     | 96     | 86  | 28  | 12  | 46  | 103  | 146  |       |
| 30  | FK Kimyogar Chirchiq        | 3     | 96     | 104 | 25  | 21  | 58  | 113  | 193  |       |
| 31  | FK Akademiya Tashkent       | 1     | 59     | 34  | 16  | 11  | 7   | 72   | 45   |       |
| 32  | FK Angren                   | 2     | 57     | 72  | 15  | 12  | 45  | 99   | 200  |       |
| 33  | PFK Sementchi               | 1     | 31     | 30  | 8   | 7   | 15  | 39   | 64   |       |
| 34  | FK Chilonzor Tashkent       | 1     | 30     | 34  | 8   | 6   | 20  | 51   | 70   |       |
| 35  | FK Shakhrikhon              | 1     | 28     | 32  | 7   | 7   | 18  | 25   | 67   |       |
| 36  | FC Obod                     | 1     | 24     | 30  | 6   | 6   | 18  | 25   | 51   |       |
| 37  | Vobkent FK                  | 1     | 15     | 30  | 3   | 6   | 21  | 23   | 70   |       |
| 38  | FK Uz-Dong-Ju Andijon       | 1     | 13     | 30  | 2   | 7   | 21  | 17   | 65   |       |

## Máximos goleadores
Datos actualizados al 9 de noviembre de 2013
| #  | Nombre                  | Años          | Goles |
| -- | ----------------------- | ------------- | ----- |
| 1  | Anvar Berdiev           | 1995-2019     | 225   |
| 2  | Zafar Kholmurodov       | 1997-2012     | 200   |
| 3  | Shuhrat Mirkholdirshoev | 2000-2014     | 194   |
| 4  | Bakhtiyor Hamidullaev   | 1997-2011     | 178   |
| 5  | Jafar Irismetov         | 1993-2012     | 174   |
| 6  | Umid Isoqov             | 1994-2009     | 172   |
| 7  | Ravshan Bozorov         | 1992-2007     | 171   |
| 8  | Anvar Soliev            | 1996-2015     | 164   |
| 9  | Oybek Usmankhojaev      | 1992-2005     | 157   |
| 10 | Rustam Durmonov         | 1992-2002     | 133   |
| 11 | Farid Khabibullin       | 1992-2004     | 131   |
| 12 | Mukhtor Qurbonov        | 1993-2009     | 128   |
| 13 | Numon Khasanov          | 1992-2009     | 126   |
| 14 | Nosirbek Otakuziev      | 2003-presente | 117   |
| 15 | Server Djeparov         | 2000-presente | 113   |
| 16 | Shukhrat Rakhmonqulov   | 1992-2005     | 108   |
| 17 | Nagmetullo Qutiboev     | 1992-2007     | 106   |
| 18 | Artur Geworkyan         | 2007-presente | 105   |
| 19 | Oleg Shatskikh          | 1993-2003     | 105   |
| 20 | Vali Keldiev            | 1992-2006     | 104   |
| 21 | Zayniddin Tadjiyev      | 2001-2015     | 102   |
| 22 | Shakhboz Erkinov        | 2003-presente | 101   |
| 23 | Igor Taran              | 2003-presente | 95    |